# André Schiffrin
André Schiffrin (Parigi, 14 giugno 1935 – Parigi, 1º dicembre 2013) è stato un editore, curatore editoriale e saggista francese naturalizzato statunitense.
Di origini francesi, André è figlio di Jacques Schiffrin, fondatore della Bibliothèque de la Pléiade

## Biografia
Vive negli Stati Uniti dall'età di cinque anni, quando la sua famiglia, di origini ebraiche, si trasferì nel 1940 a New York, per sfuggire alle persecuzioni antisemite nella Francia del regime di Vichy.

### Impegno politico
Da posizioni socialiste anticomuniste, si è opposto all'invasione Sovietica dell'Ungheria e alla guerra nel Vietnam.
Negli anni sessanta è stato tra i fondatori di quella che sarebbe diventata l'organizzazione Students for a Democratic Society.

### Attività editoriale
Per trent'anni è stato a capo di un'importante casa editrice statunitense, la Pantheon Books, con cui ha pubblicato, tra gli altri, Michel Foucault, Jean-Paul Sartre, Noam Chomsky, Roy Medvedev. Schiffrin lasciò la casa editrice alla fine degli anni ottanta, in disaccordo con l'orientamento impresso alla linea editoriale, in direzione del massimo profitto.
Dal 1991 ha diretto The New Press, una casa editrice indipendente che ha pubblicato, in particolare, autori come Noam Chomsky e Eric Hobsbawm.
Fervente difensore della piccola editoria, sensibile alle minacce che si profilano sul mondo editoriale, Schiffrin, nelle sue opere, denuncia i fenomeni della globalizzazione che toccano il mondo dell'editoria e dei mass media.

### Riconoscimenti
Nel 2002 gli è stato conferito il Premio Grinzane Cavour per l'editoria.

## Opere
In italiano
- Il denaro e le parole, Voland, 2010
- Libri in fuga. Un itinerario politico fra Parigi e New York, Voland, 2009
  - (tit.orig.A Political Education: Coming of Age in Paris and New York, 2007)
- Il controllo della parola, Bollati Boringhieri, 2006 - introduzione di Stefano Salis; traduzione dal francese di Nanni Negro
- Editoria senza editori, Bollati Boringhieri, 2000 - presentazione di Alfredo Salsano; traduzione dal francese di Alfredo Salsano

In inglese e francese
- L'argent et les mots, La Fabrique éditions, 2010. ISBN 978-2-35872-006-9
- A Political Education: Coming of Age in Paris and New York (Melville House Publishing, 2007) ISBN 1-933633-15-8
  - Pubblicato in francese come Allers-retours : Paris-New York, un itinéraire politique (2007) ISBN 2-86746-447-1
  - Pubblicato in tedesco come Paris, New York und zurück. Politische Lehrjahre eines Verlegers, traduzione di Andrea Marenzeller; Matthes & Seitz, Berlin 2010 ISBN 978-3-88221-685-1
- Le contrôle de la parole (2005) ISBN 2-913372-35-X
- The Business of Books: How the International Conglomerates Took Over Publishing and Changed the Way We Read (2000) ISBN 1-85984-362-X (Hardback ISBN 1-85984-763-3)
- L'édition sans éditeurs (1999) ISBN 2-913372-02-3